# Europas geografiska centrum

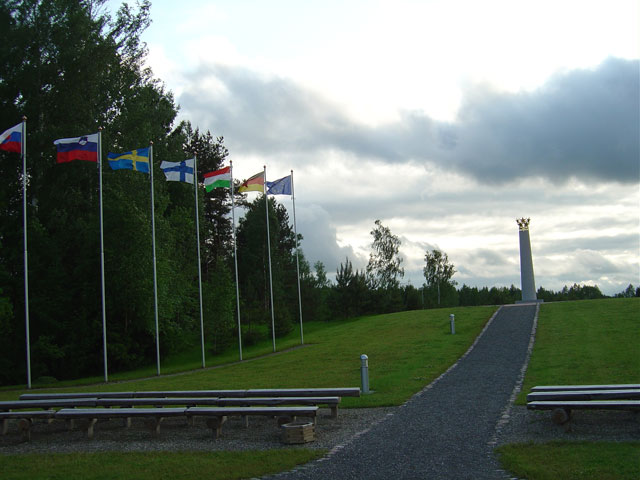
Europas geografiska centrum.

Europas geografiska centrum kan hamna på vitt skilda ställen beroende dels på definitionen av Europa (i första hand huruvida man räknar med diverse öar) och på beräkningsmetodiken. Enligt en variant, baserad på uträkningar gjorda av franska vetenskapsmän, är platsen beläget i Purnuškės nära Vilnius i Litauen. I samband med Litauens EU-inträde byggdes där ett monument med EU-medlemmars flaggor och en skulptur.